# أسرار البنات (فلم 1969)
أسرار البنات هو فيلم مصري أُنتج عام 1969.

## قصة الفيلم
يحكي الفيلم قصة أربع فتيات:
- منى (نيللي) والتي انفصل أبواها سابقاً، فهي حائرة بين العيش مع أمها (علية عبد المنعم)، وزوجها (عبد المنعم بسيوني)، وبين العيش مع أبيها (عدلي كاسب)، وزوجته الراقصة لولو (زيزي مصطفى). يطاردها أحمد (حسن يوسف) ابن الرجل الثري (نظيم شعراوي).
- إلهام (فاطمة مظهر) تعيش مع أمها المريضة (قدرية كامل) وأشقاءها الصغار، ووالدها المخمور (توفيق الدقن)، وتلجأ للسرقة لشراء دواء لأمها.
- سنية (نجلاء فتحي) ابنة الجزار دحروج (محمد رضا) ويرفض زواجها من جارها سمير (يوسف فخر الدين).
- ناني (بوسي) فتاة تدللها أمها (ميمي شكيب).

## وصلات خارجية
- أسرار البنات على موقع IMDb (الإنجليزية)
- أسرار البنات على موقع قاعدة بيانات الأفلام العربية
- أسرار البنات على موقع قاعدة بيانات الفيلم (الإنجليزية)
- أسرار البنات على موقع ليتربوكسد (الإنجليزية)
- أسرار البنات على موقع كينوبويسك (الروسية)
- أسرار البنات على موقع الدهليز